# Colonne della Sabatina

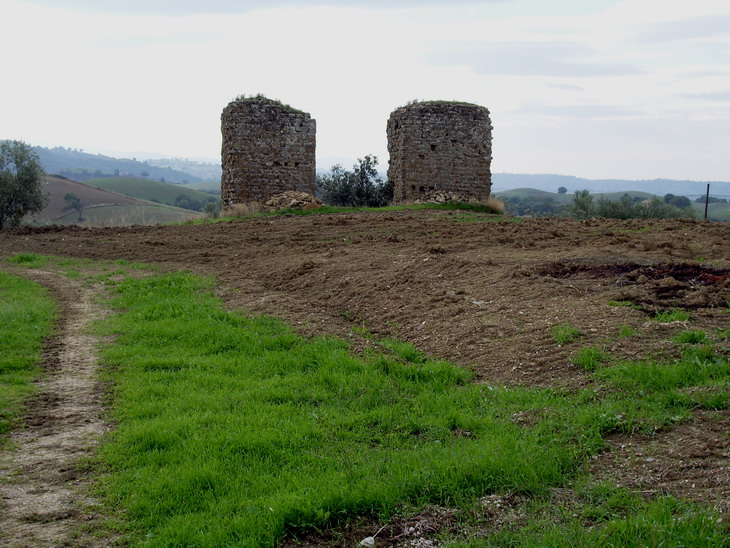
Le Colonne della Sabatina

Le Colonne della Sabatina, note anche come Castello della Sabatina, si trovano nelle campagne all'estremità sud-orientale del territorio di Campagnatico, tra i paesi di Arcille e di Baccinello. 

## Storia
L'antico castello medievale fu inizialmente un possedimento dell'abbazia di San Galgano, prima di passare sotto il controllo diretto dei senesi nella seconda metà del XIII secolo. Qui si rifugiò inoltre Guido di Montfort durante il processo a suo carico, nel quale era imputato per l'assassinio di Enrico di Cornovaglia. Tale evento è citato anche da Dante nella Divina Commedia (Inferno, XII).
Intorno alla metà del XIV secolo una parte dell'antico castello venne ceduta a Guido da Cotone, già proprietario del Castello di Cotone nei dintorni di Scansano.
A metà del XVI secolo, l'intero territorio entrò a far parte del Granducato di Toscana. Da allora, l'antica e imponente struttura fortificata andò incontro ad un lunghissimo periodo di declino; recenti restauri hanno permesso di salvarne soltanto i suggestivi resti.

## Descrizione
Le Colonne della Sabatina, che costituiscono i ruderi dell'antico castello medievale, sorgono sull'omonimo colle, altura situata nelle vicinanze della fattoria della Sabatina, antica casa rurale di tipologia aziendale appartenuta in passato alla famiglia senese dei Sergardi. 
I ruderi si presentano come due possenti colonne a sezione quadrangolare completamente rivestite in blocchi di pietra, di altezza simile e prive di coronamenti sommitali.